# SP-75
La SP-75 è un'autostrada brasiliana che attraversa il centro dello stato di San Paolo e unisce le città di Campinas e Sorocaba.

## Denominazioni
Il tratto di autostrada che attraversa la città di Campinas fino allo svincolo di accesso all'Aeroporto Internazionale Viracopos è stato ribattezzato Rodovia Santos Dumont. Il tratto tra lo svincolo di accesso all'Aeroporto di Viracopos e l'autostrada SP-79, nel comune di Salto, è ribattezzato Rodovia Engenheiro Ermênio de Oliveira Penteado.
Tra le intersezioni delle autostrade SP-79 e Açúcar, entrambi nel comune di Salto, la strada è denominata Rodovia Prefeito Hélio Steffen.
Tra l'accesso alla Rodovia do Açúcar e l'accesso alla Rodovia Castelo Branco, nella città di Itu, la SP-75 è stata ribattezzata Rodovia Deputado Archimedes Lammoglia.
Nel tratto tra i comuni di Sorocaba e Itu, il suo nome iniziale è Rodovia Senador José Ermírio de Moraes.